# Speco di San Francesco

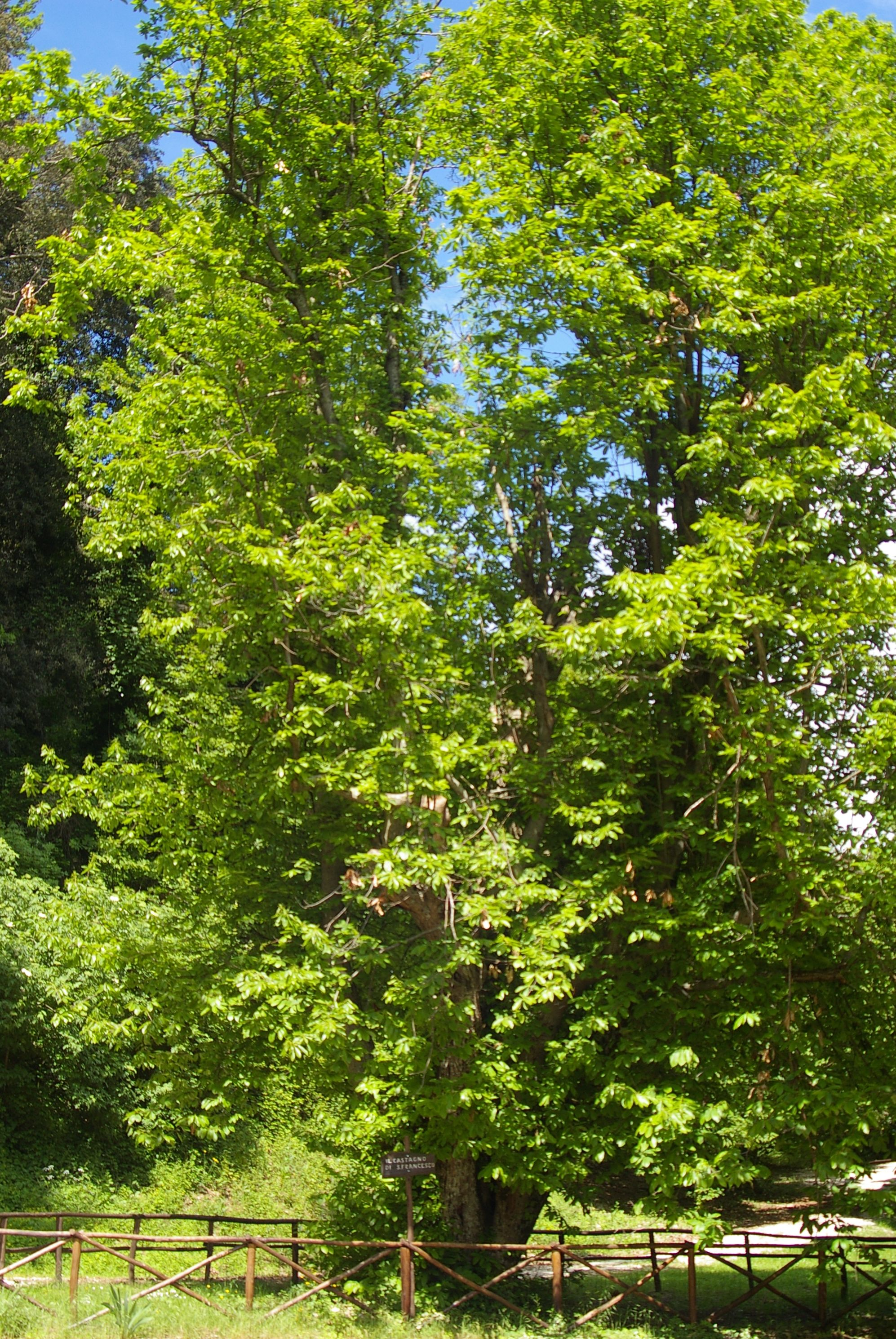
Il castagno secolare

Lo Speco di San Francesco è uno dei santuari più importanti del francescanesimo, situato nelle vicinanze di Narni a circa 600 m s.l.m.: costruito in prossimità delle grotte ove il santo di Assisi soleva ritirarsi in preghiera, è meta di numerosissimi pellegrinaggi. Lo speco è una spaccatura lunga 60 m che scende quasi verticalmente nella vallata sottostante.

## Storia
San Francesco giunse nel 1213 in questo luogo, che era noto all'epoca come Eremo di Sant'Urbano: fondato dai Benedettini intorno all'anno 1000, comprendeva l'Oratorio di San Silvestro e alcune grotte.
L'eremo divenne luogo di meditazione e preghiera per la comunità francescana; Francesco si ritirava spesso in solitudine nella piccola chiesa, e più in alto nel bosco, in una fenditura della roccia. Trascorse qui anche un periodo di malattia, durante il quale i frati costruirono per lui, accanto allo speco, una celletta in pietra con un letto in legno, tuttora esposto in una teca di vetro, e un piccolo oratorio, per permettergli di raccogliersi in preghiera senza spostarsi in chiesa.
Tommaso da Celano nel Trattato dei miracoli narra alcuni eventi miracolosi che accaddero in questi luoghi. Durante la sua malattia, Francesco chiese del vino, ma poiché non ve ne era, gli fu portata dell'acqua. Egli la benedisse con un segno di croce, e l'acqua acquistò il sapore del vino; dopo averla bevuta, guarì dalla malattia. In seguito, ancora convalescente, si appoggiava ad un bastone; lasciando lo speco, volgendo un ultimo sguardo al bosco, piantò nella terra il bastone: il legno germogliò e diede vita ad un grande albero di castagno, che la tradizione identifica con quello ancora esistente nel prato antistante la cella del Santo.
Il 19 marzo 1654 il padre Faostino da Toscolano vi ha terminato di scrivere Itinerario di Terra Santa .
Ingrandito nel corso dei secoli, nell'Ottocento il convento fu prima soppresso e poi riaperto, e solo dal 1942, dopo un restauro, venne nuovamente abitato dai frati.

## Il Santuario
Si entra al santuario percorrendo una strada pedonale denominata Viale del perdono; all'ingresso si trova la piccola chiesa, edificata tra il 1585 e i primi anni del Seicento. Costituita da una navata unica, custodisce un Crocifisso ligneo cinquecentesco, un tabernacolo del Seicento e nella cappellina a destra una tela della Madonna col Bambino in trono tra i Santi Bernardino e Caterina attribuita a Simone De Magistris, datata 1595, proveniente dalla cappella Lucertini di Attigio nei pressi di Fabriano e donata al santuario nel 1995 da privati.
Accanto si apre il chiostro, risalente al Quattrocento, da cui si accede alla Cappella di San Silvestro. L'oratorio, edificato dai Benedettini intorno all'anno 1000, presenta nell'abside un affresco del Trecento, con il Crocifisso e la Madonna, San Giovanni Evangelista, San Francesco e San Silvestro. Altri affreschi raffigurano Santa Chiara, San Girolamo e Santa Caterina d'Alessandria. Dietro l'abside, vi è l'antico pozzo da cui, secondo la tradizione, fu attinta l'acqua che san Francesco tramutò in vino. Dal chiostro si entra anche nel quattrocentesco Refettorio di San Bernardino, dove si conservano le antiche tavole e un lavello in pietra. Al piano superiore sono situate le celle del Convento di San Bernardino; fondato dal predicatore francescano per accogliere i novizi dell'ordine, ospitò, oltre allo stesso Bernardino, il Beato Giovanni Buonvisi da Lucca e il Beato Pietro da Rieti.

### Lo speco e l'Oratorio di San Francesco
Un viale nel bosco conduce dall'eremo allo speco e agli edifici attigui. Nella fenditura della roccia alcuni ex voto sono riposti nel luogo dove Francesco si ritirava in preghiera. Nell'Oratorio di San Francesco due affreschi raffigurano l'episodio miracoloso dell'acqua trasformata in vino. La piccola cella accanto custodisce il letto del Santo. Nello spazio antistante si erge un'alta roccia isolata, chiamata Colonna dell'Angelo, su cui, secondo la tradizione, un angelo apparve al santo suonando una cetra. Il prato è dominato dal castagno secolare; poco distante, in una nicchia nella roccia, una cappella con altare ricorda la predicazione di san Bernardino.